# Klebsiellose
La klebsiellose est une infection bactérienne à Klebsiella pneumonia, qui touche plusieurs animaux d'élevage et même parfois l'homme. Elle provoque notamment des pneumonies chez les rongeurs, les carnivores domestiques et l'homme, des mammites chez les bovins et des infections urinaires chez le chien et l'homme. C'est parfois une maladie nosocomiale.